# Ian Goodison
Ian De Souza Goodison (Montego Bay, Jamaica, 21 de noviembre de 1972) es un exfutbolista jamaiquino. Jugaba de defensa y su último equipo fue el Harbour View FC de la Liga Premier Nacional de Jamaica, es considerado uno de los mejores defensas en Jamaica y uno de los futbolistas más destacados en el Tranmere Rovers F.C..

## Trayectoria
Inicios 
Jugó en las divisiones inferiores del fútbol en su país uniéndose en 1990 en el Olympic Gardens F.C.
 Hull City 
En 1999 es fichado con el Hull City de la Football League Third Division tercera división del fútbol inglés por 3 temporadas, jugó 71 partidos y anotó 1 gol
 Seba United 
En 2002 regresa a Jamaica para jugar 2 años con el Seba United.
 Tranmere Rovers 
En 2004 es transferido con el Tranmere Rovers con el que jugaría durante 10 años, jugó una temporada en la Football League Second Division y el resto en English Football League One (esta reemplazó la primera).
En 2013 fue arrestado por arreglo de partidos pero se le retiraron los cargos.
 Harbour View 
En 2015, con 43 años, Goodison decide terminar su carrera jugando una temporada en la Liga Premier de Jamaica retirándose a los 44 años del fútbol.

## Selección nacional
Fue internacional con la Selección de fútbol de Jamaica, hizo su debut en 1996 en un partido amistoso contra Guatemala (partido donde anotaría su primer gol), jugó 120 partidos internacionales y anotó 10 goles.

### Participaciones en Copas del Mundo
| Torneo                         | Sede    | Resultado    |
| ------------------------------ | ------- | ------------ |
| Copa Mundial de Fútbol de 1998 | Francia | Primera fase |

### Participaciones en Copa de Oro
| Torneo                          | Sede           | Resultado    |
| ------------------------------- | -------------- | ------------ |
| Copa de Oro de la Concacaf 2009 | Estados Unidos | Primera fase |

## Clubes
| Club            | País       | Año       |
| --------------- | ---------- | --------- |
| Olympic Gardens | Jamaica    | 1990-1999 |
| Hull City       | Inglaterra | 1999-2002 |
| Seba United     | Jamaica    | 2002-2004 |
| Tranmere Rovers | Inglaterra | 2004-2014 |
| Harbour View FC | Jamaica    | 2015-2016 |